# Atis Kronvalds

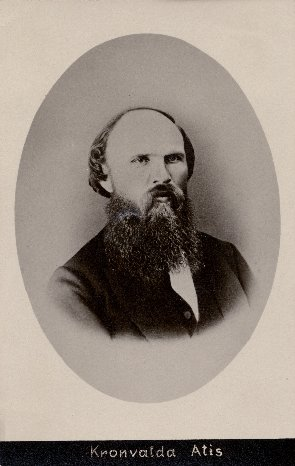
Atis Kronvalds ca. 1870

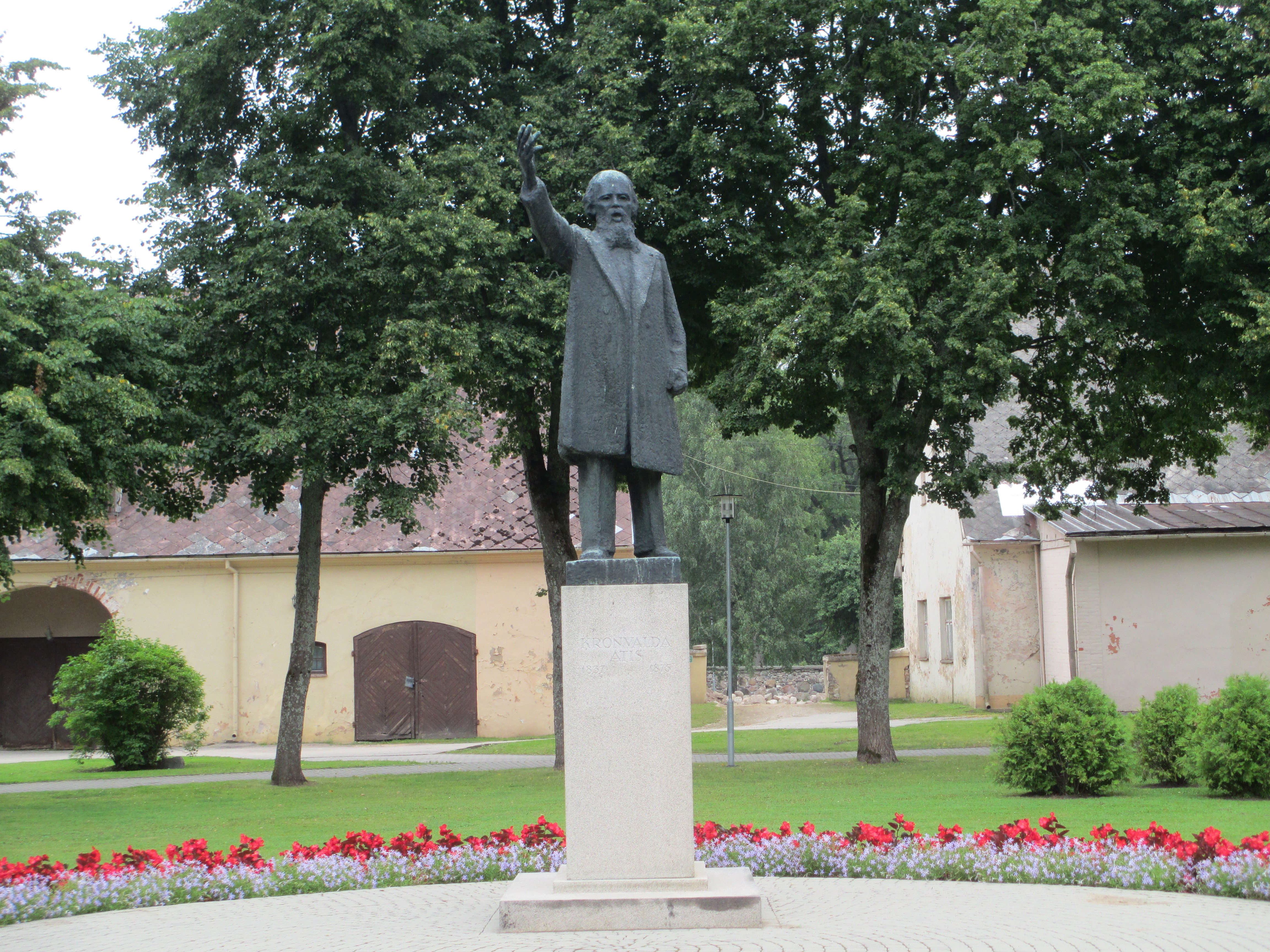
Denkmal für Atis Kronvalds in Sigulda

Atis Kronvalds, in älteren Schriften auch Kronvalda Atis genannt, (* 15. April 1837 in der Gemeinde Bunka, Gouvernement Kurland; † 17. Februar 1875 in Vecpiebalga) war ein lettischer Linguist, Schriftsteller und Herausgeber.

## Leben
Atis Kronvalds wurde als Sohn eines Schneiders geboren und vom Pastor Hermann Ehrenfest Georg Katterfeld (1797–1876) in Durbe erzogen. Nach der Schulzeit in Durbe und Liepāja arbeitete er als Hauslehrer. Ein Medizinstudium in Berlin musste Kronvalds wegen Geldknappheit abbrechen. Durch die Zeitung Pēterburgas Avīzes wurde er mit den Positionen der Jungletten bekannt und fortan zu einem ihrer prominentesten Vertreter. 1865 zog er nach Dorpat und veröffentlichte dort zahlreiche Schriften und Polemiken gegen die deutsch-baltischen Intellektuellen. 1873 wurde er Lehrer an der Gemeindeschule von Vecpiebalga.
Durch seine Schriften bereicherte er die lettische Sprache um zahlreiche neue Wortschöpfungen oder Wiederbelebungen älterer Ausdrücke.
Seit 1860 besteht in Riga der nach ihm benannte Kronvalds Park.

## Werke
- Dzeja jeb poēzija (Dichtung oder Poesie, 1869)
- Vecas valodas jauni vārdi (Neue Wörter aus alten Sprachen, 1869)
- Tēvuzemes mīlestība (Liebe des Vaterlands, 1871)
- Valodas kopējiem (Den Sprachpflegern, 1872)
- Nationale Bestrebungen (in der deutschsprachigen Zeitung für Stadt und Land, 1871)
- Tautiskie centieni (Nationale Bestrebungen, lettische Übersetzung in der Zeitschrift Austrums, 1887)
- Kopoti raksti (Gesammelte Werke, 2 Bände 1936–1937)
- Tagadnei (Auswahl: An die Gegenwart, 1987)